# Alexander Madlung
Alexander Madlung (ur. 11 lipca 1982 w Brunszwiku) – piłkarz grający na pozycji obrońcy, reprezentant Niemiec.

## Kariera klubowa
Jego pierwszym zespołem był Eintracht Brunszwik. Jednak debiut w Bundeslidze zaliczył w barwach zespołu Herthy Berlin. Po udanym sezonie 2005/06 zmienił klub na niemiecki VfL Wolfsburg. 2 stycznia 2014 został zawodnikiem Eintrachtu Frankfurt. W 2015 przeszedł do Fortuny Düsseldorf. W 2017 roku zakończył tam karierę.

## Kariera reprezentacyjna
W reprezentacji Niemiec rozegrał dwa spotkania.